# أندريه أوينز
أندريه اوينز (بالإنجليزية: Andre Owens) مواليد 31 أكتوبر 1980 في إنديانابوليس، هو لاعب كرة سلة أمريكي بدأ مسيرته الاحترافية في سنة 2005 ويحمل الرقم 5. يبلغ طوله 6 قدم 4 بوصة (1.9 م).

## فرق لعب لها
- يوتاه جاز
- إنديانا بايسرز
- تورك تيليكوم
- لوكوموتيف كوبان
- باسكت مانريسا

## إحصائيات المسيرة

### الموسم الاعتيادي
| السنة   | الفريق         | لعب | بدأ | دقيقة | ميداني% | ثلاثية | حرة  | ارتداد | صنع | استلاب | تصدي | نقطة |
| ------- | -------------- | --- | --- | ----- | ------- | ------ | ---- | ------ | --- | ------ | ---- | ---- |
| 2005–06 | يوتاه جاز      | 23  | 2   | 9.1   | .365    | .188   | .667 | .9     | .3  | .2     | .0   | 3.0  |
| 2007–08 | إنديانا بايسرز | 31  | 7   | 12.6  | .374    | .450   | .735 | 1.5    | 1.5 | .4     | .1   | 4.0  |
| المسيرة |                | 54  | 9   | 11.1  | .370    | .375   | .712 | 1.3    | 1.0 | .3     | .0   | 3.6  |

## روابط خارجية
- أندريه أوينز على موقع إن بي أي (الإنجليزية)
- أندريه أوينز على موقع سبورتس رفرنس (الإنجليزية)
- أندريه أوينز على موقع الدوري الإسباني لكرة السلة (الإسبانية)
- أندريه أوينز على موقع كرة السلة الأوروبية.كوم (الإنجليزية)
- أندريه أوينز على موقع كلية كرة السلة في سبورتس رفرنس.كوم (الإنجليزية)
- أندريه أوينز على موقع ريلجم (الإنجليزية)
- أندريه أوينز على موقع بروبوليرز (الإنجليزية)
- أندريه أوينز على موقع سبورتس رفرنس (الإنجليزية)
- أندريه أوينز على موقع سبورتس رفرنس (الإنجليزية)